# Mycena multiplicata
Mycena multiplicata es una especie de hongo basidiomicetos de la familia Mycenaceae. 

## Características
Este hongo es característico solamente de Kanagawa, Japón, donde crecen en la humedad y en lugares sombríos, entre las hojas y ramas caídas de los robles, fue descrito en el año 2007.
La forma del sombrero (píleo) es cónico a convexa, acampanado, cambian de color al estar húmedos, la superficie del sombrero al principio pareciera que estuviera recubierta con un fino polvo blanco, pero al madurar pierde esa característica, el sombrero llega a medir hasta 13 milímetros y el color es amarronado pálido a blanquecino.
El tallo es delgado, mide hasta 1,3 milímetro de grosor y tiene un largo de hasta 2 centímetros, es hueco, su color es blanquecino violáceo al principio y violáceo al estar maduro, recubierto de pelos finos en la base.